# سیف‌الدین اهری
سیف‌الدین اهری سیاست‌مدار ایرانی بود، که در دوره بیست و چهارم مجلس شورای ملی به عنوان نماینده ورزقان از استان آذربایجان شرقی در مجلس شورای ملی حضور داشت.